# 匍匐莖

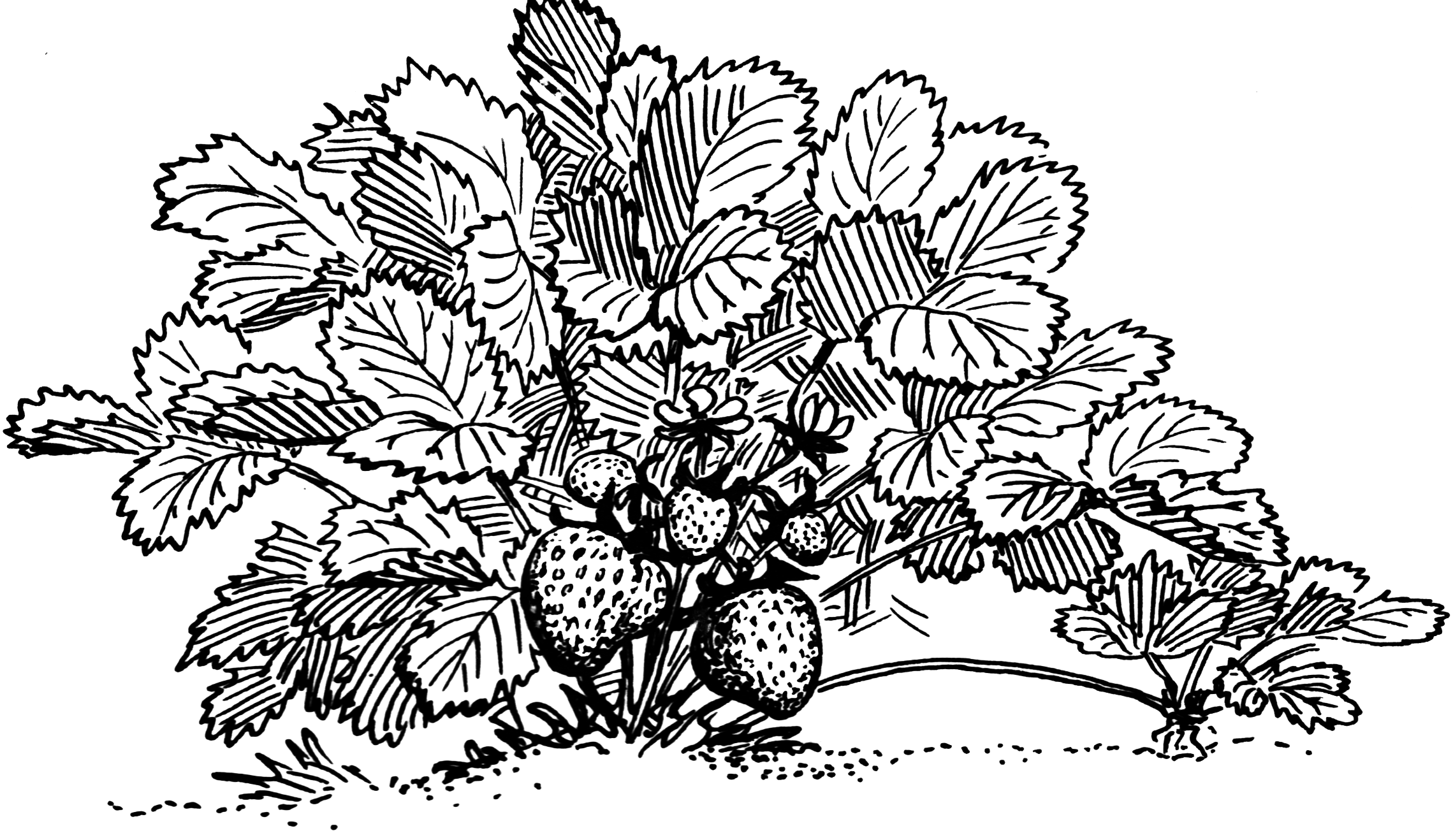
一株草莓，其右侧的匍匐茎生长出了另一株草莓苗

匍匐茎，又稱偃仆莖或走莖，是植物地上茎的一种，软而无法直立，平伏于地面生长。

## 繁殖
匍匐茎可通过令其節長出根及芽的方式進行無性繁殖。

### 分株
匍匐茎长出新植株后，將具備根莖葉之小植株由母體上取下種植，可得一株新植物，此方法称为匍匐茎分株。